# Каринчак, Джеймс
Джеймс Стивен Каринчак (англ. James Stephen Karinchak, 22 сентября 1995, Ньюберг, Нью-Йорк) — американский бейсболист, питчер клуба Главной лиги бейсбола «Кливленд Гардианс».

## Карьера
Джеймс Каринчак родился 22 сентября 1995 года в Ньюберге в штате Нью-Йорк. После окончания школы он поступил в университет Брайанта в Смитфилде, играл за его бейсбольную команду. В сезоне 2016 года стал одним из лучших питчеров Северо-Восточной конференции. На драфте Главной лиги бейсбола 2017 года Каринчак был выбран клубом «Кливленд Индианс» в девятом раунде под общим 282 номером. Первый сокращённый сезон на профессиональном уровне он закончил с показателем пропускаемости 5,79. По ходу чемпионата 2018 года Джеймс продвинулся на два уровня в фарм-системе клуба, закончив сезон в команде АА-лиги «Акрон Раббернекс». В 2019 году он провёл на поле 30,1 иннингов в фарм-клубе, сделав 74 страйкаута при 17 уоках. В сентябре Каринчак дебютировал в Главной лиге бейсбола, до конца регулярного чемпионата отыграл 5,1 иннингов с пропускаемостью 1,69.
В 2020 году он вышел на поле в 27 играх регулярного чемпионата, сделав 53 страйкаута и допустив 16 уоков. По среднему числу страйкаутов на девять иннингов (17,7) Каринчак стал одним из лучших реливеров лиги, наряду с Девином Уильямсом из «Милуоки Брюэрс». По итогам сезона журнал Baseball America назвал его лучшим новичком в составе «Кливленда». Обозреватель Джим Ингрехем также отметил, что в 2021 году, в случае ухода из команды Брэда Хэнда, Джеймс сможет претендовать на место клоузера «Индианс».